# Agriornis albicauda
El gaucho andino (en Argentina y Bolivia) (Agriornis albicauda), también denominado mero de la puna (en Chile), arriero coliblanco (en Ecuador) o arriero de cola blanca (en Perú), es una especie de ave paseriforme de la familia Tyrannidae perteneciente al género Agriornis. Es nativo de regiones andinas del oeste de América del Sur.

## Distribución y hábitat
Se distribuye a lo largo de la cordillera de los Andes y adyacencias, desde Ecuador, por Perú, hasta el suroeste de Bolivia y norte de Chile, y en el noroeste de Argentina (aisladamente en Tucumán).
Esta especie es considerada rara y local en sus hábitats naturales: las áreas abiertas alto-andinas con matorrales dispersos, en altitudes entre 2500 y 4000 m.

## Estado de conservación
El gaucho andino ha sido calificado como vulnerable por la Unión Internacional para la Conservación de la Naturaleza (IUCN) debido a que su pequeña población, estimada entre 5250 y 23 000 individuos maduros, está confinada en varias pequeñas subpoblaciones. La población total está en decadencia y volviéndose escasa a lo largo de su zona, pero los motivos de este declinio no están claros.

## Descripción
Es un pájaro de gran tamaño, mide entre 25 y 28 cm de longitud, sólo superada por el gaucho grande Agriornis lividus dentro de su familia. Exhibe una estrecha lista superciliar beige y lados de la cabeza estriados; por arriba es de color gris-pardo oscuro con algunas márgenes pálidas en las alas; las plumas centrales de la cola igual al dorso, el resto son blancas con pequeñas marcas oscuras en las puntas; la garganta es blanca estriada de negruzco; la parte superior del pecho y los flancos son gris-pardo, la parte inferior del pecho, el vientre y crissum son blancuzcos, irregularmente teñidos de beige; las cobertoras inferiores de las alas son beige canela; el iris es oscuro y el pico, robusto y poderosamente ganchudo, tiene la mandíbula superior oscura y la inferior de color cuerno pálido a amarillenta; las patas son negruzcas.

## Sistemática

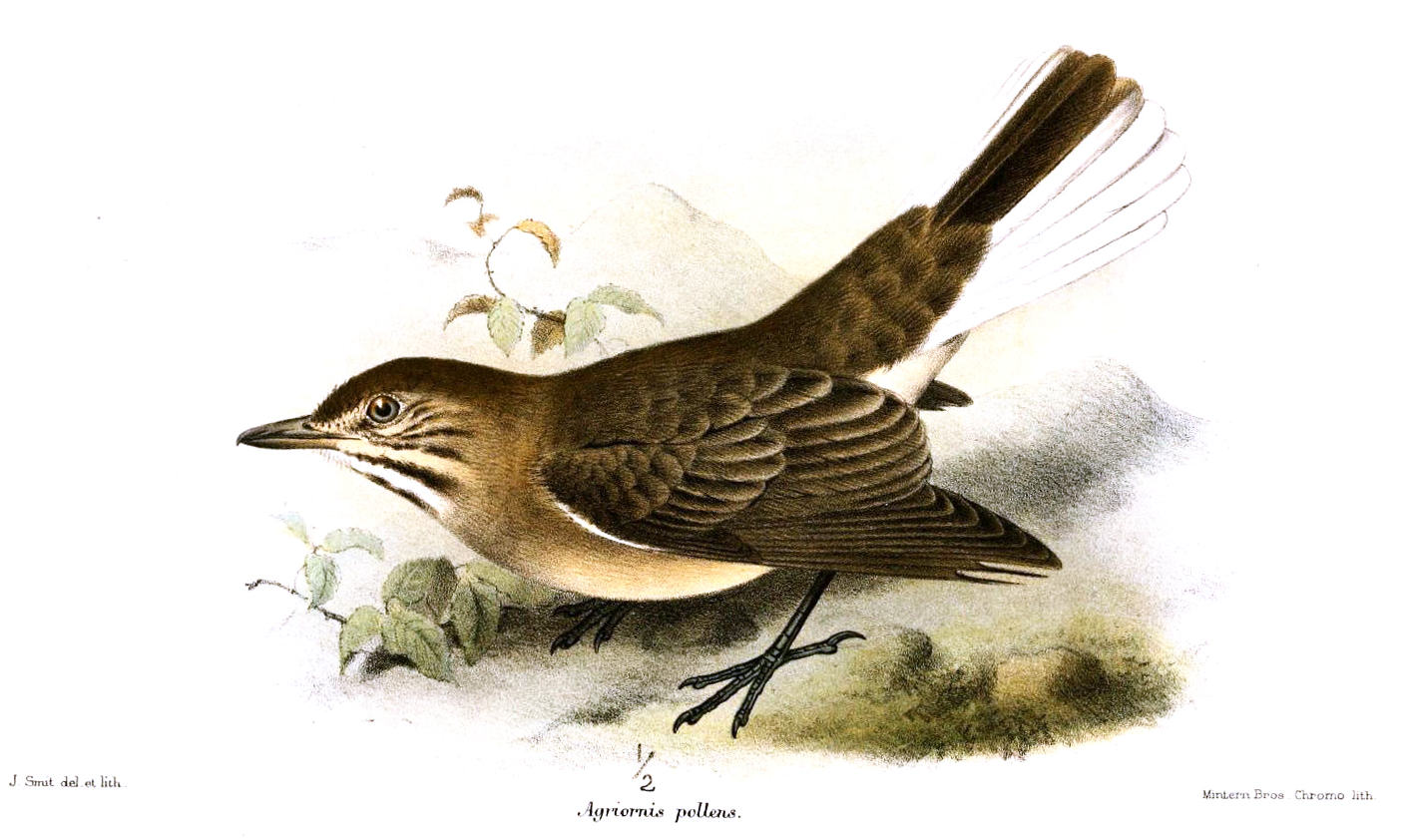
Agriornis pollens, ilustración de Smit, en Catalogue of the Birds in the British Museum, 1888.

### Descripción original
La especie A. albicauda fue descrita por primera vez por los naturalistas germano - chileno Rodolfo Amando Philippi y alemán Christian Ludwing Landbeck en 1863 bajo el nombre científico Dasycephala albicauda; su localidad tipo es: «valles de cordilleras de Perú, restringido posteriormente para cordillera de Arica, Chile».
Originalmente y por mucho tiempo fue tratada como  Agriornis andicola, pero este nombre resultó ser un sinónimo posterior de Agriornis micropterus andecola; al percibir esto en 1869, Sclater reemplazó su propio nombre andicola, de 1860, por pollens, pero en el medio tiempo ya había sido descrita la forma sureña albicauda que tuvo prioridad como nombre de la especie.

### Etimología
El nombre genérico masculino «Agriornis» se compone de las palabras del griego «agrios» que significa ‘feroz’, ‘bravo’, y «ornis, ornithos» que significa ‘ave’; y el nombre de la especie «albicauda», se compone de las palabras del latín «albus» que significa ‘blanco’, y «cauda» que significa ‘cola’.

### Taxonomía
Las dos subespecies se diferencian muy pobremente.

### Subespecies
Según las clasificaciones del Congreso Ornitológico Internacional (IOC) y Clements Checklist/eBird se reconocen dos subespecies, con su correspondiente distribución geográfica:
- Agriornis albicauda pollens P.L. Sclater, 1869 – Ecuador.
- Agriornis albicauda albicauda (Philippi & Landbeck), 1863 – Perú, oeste de Bolivia, norte de Chile (Tarapacá, Antofagasta) y noroeste de Argentina (Tucumán).